# Méthode Maxer
La méthode Maxer est une méthode servant à analyser les pannes et les défaillances, en particulier en milieu industriel.
Elle a été conçue par le groupe Lausanne pour le compte de la société Michelin dans les années 1970.

## Concepts
La méthode utilise les concepts principaux suivants :
- une « installation » est quelque chose susceptible d'avoir une défaillance, par exemple une fraiseuse ;
- un « objet » est un élément d'une installation ;
- un « défaut » est un problème rencontré par un objet ; un défaut peut être intrinsèque (par exemple une fêlure) ou extrinsèque (par exemple, le fil qui permet de commander l'objet est cassé) ;
- un « symptôme » est un défaut qui a amené à constater une défaillance ;
- un « facteur contributif » est une cause qui contribue à la défaillance ;
- la « chaîne causale » est la suite des causes et conséquences qui a abouti à la défaillance ;
- un « défaillogramme » est la représentation graphique de l'analyse de la défaillance, y compris la chaîne causale[2].

## Le défaillogramme
Le défaillogramme est constitué de différentes parties :
- en haut, on indique l'installation concernée ;
- à droite, on indique l'objet sur lequel des symptômes ont été constatés, et les symptômes associés à cet objet ;
- puis de droite à gauche, on représente les différentes hypothèses qui peuvent expliquer ce qui s'est passé, sous la forme de blocs « objet / défauts (avec éventuellement un facteur contributif) ». On raie les hypothèses au fur et à mesure qu'on les élimine. Quand toutes les hypothèses sauf une sont éliminées, on peut continuer à raffiner l'analyse vers la gauche. Le développement de la droite vers la gauche est destiné à ce que le défaillogramme final se lise avec un axe des temps de gauche à droite, comme c'est l'habitude.
- à droite et à gauche, on indique aussi les différents résultats de l'analyse de la défaillance, sous la forme des blocs de texte suivants (vides à l'origine) : Antécédents, Disparités, Cause de la panne, Vérifications, Conséquences, CSD (configuration sans défaut).

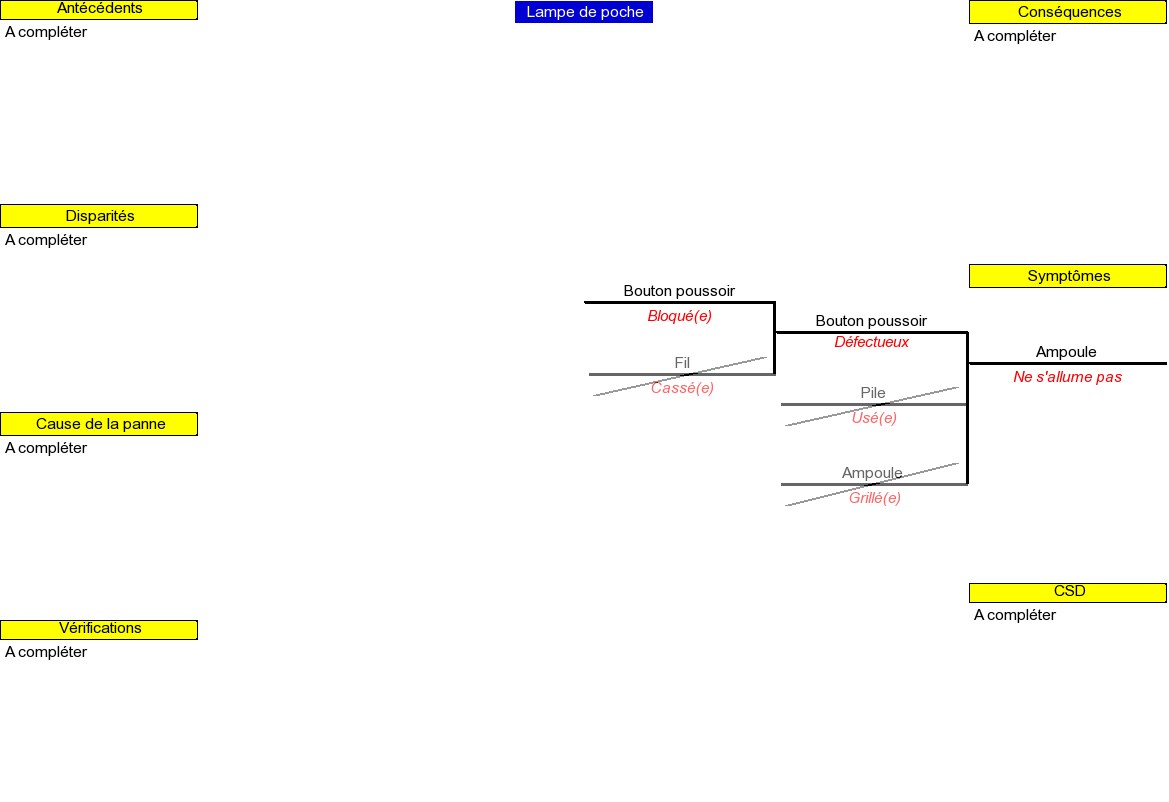
Exemple de défaillogramme (simpliste) en cours de construction.

## Historique de la méthode
La méthode Maxer a été développée dans les années 1970 par le groupe Lausanne pour le compte de Michelin.
Elle est très utilisée pour des raisons historiques dans le secteur automobile (par exemple Michelin, PSA Peugeot Citroën, etc.), mais aussi dans d'autres secteurs comme l'énergie, le BTP, la manutention, le dragage portuaire, etc.
Plus de 80 000 personnes dans le monde ont été formées à cette méthode depuis sa création (chiffre publié en 2008).

## Outils disponibles
L'utilisation de la méthode Maxer peut être assistée par un système informatique. Un tel système pour la réalisation et l'exploitation ultérieure des défaillogrammes existe déjà sous le nom de Diagdef.